# Henrik Tholander
Henrik Evald Tholander, född 8 mars 1847 i Stockholm, död där 28 februari 1910, var en svensk metallurg.
Tholander blev efter studier vid Uppsala universitet (sedan 1864) och Stockholms bergsskola 1875 filosofie doktor. Han tjänstgjorde därefter som hyttingenjör vid Avesta-Garpenberg AB 1873–1876, vid Domnarvets Jernverk 1877–1879, som förvaltare vid Forsbacka bruk 1879–1884 samt som överingenjör vid Avesta bruk 1884–1892. Han var därefter ingenjör vid Jernkontoret fram till 1904, då han avgick av hälsoskäl. Han var även ledamot av redaktionskommittén för "Jernkontorets annaler" 1892–1906. 
Tholander konstruerade ett mycket använt slutet uppsättningsmål för masugnar och lämnade för övrigt ritningar till många metallurgiska anordningar och anläggningar. Utöver sin omfattande praktiska verksamhet bedrev han även forskning inom sitt ämne och publicerade en rad artiklar i "Jernkontorets annaler".